# Solstrom
A Solstrom a Cirque du Soleil 2003-ban készült televíziós sorozata. Kezdetben az amerikai Bravo hálózat, a kanadai Bold csatorna és az ausztrál SBS Televízió sugározta.

## Áttekintés
A sorozat struktúrája a revü és a szituációs komédia kombinációja. Minden epizód egy egyszerű történetet mesél el. Egy különc tudós, Fogus Punch (a Cirque du Soleil veterán bohóca John Gilkey, hangját Alex Ivanovici kölcsönzi) belenéz a csillagvizsgáló távcsövébe, amivel megpillantja a Napon felvert cirkusz sátrat. A történetek különböző helyszínszínen játszódnak és a főszereplők is mindig másfajta "lények". 
A sorozat címe (A Nap teremtményei) a Cirque du Soleil névéhez kapcsolódik. A Cirque du Soleil egy francia szó, magyarul: A Nap Cirkusza. Társulatát a világ legjobb artistái alkotják, ők a Napcirkusz "lényei", a Nap teremtményei.
A sorozatban szerepelnek a Cirque du Soleil élő műsorainak fellépői, de sok a vendégelőadók is, beleértve a partnereket, a családtagokat, a Holnap Cirkusza Világfesztivál és a Monte-carlói Nemzetközi Cirkuszfesztivál díjazottjait, valamint a Guinness Rekordok birtokosait.
A teljes sorozat DVD-n is megjelent, így a rajongók a világ majdnem minden táján elérhetik.

## Főszereplők
- Fiona, az egyik barokk (Saltimbanco)
- Les Cons (La Nouba)
- Zebrák (O)
- A báró (Saltimbanco)
- Gaia (Dralion)
- "Quidam" (Quidam)
- Boum-Boum (Quidam)
- L'Ame Force (Dralion)
- Lizard (Varekai)
- The Aviator (Quidam)
- The Comet (O)
- The Dreamer (Saltimbanco)
- The Guide (Varekai)
- Vénusz (Mystère)
- The Barrel Organ Grinder (O)

## Epizódok
| Évad # | Magyar cím | Eredeti cím           | Helyszín      | Főszereplő             | DVD lemez |
| 1.     | Romantikus szellő | „Wind of Romance”     | Olaszország   | Fiona, az egyik barokk | 1. lemez  |
| 1.     | Egy olasz faluban mindenkit megőrjít a szerelem. Van akit földbe döngöl, és van akinek szárnyakat ad.                                          |                       |               |                        |           |
| 2.     | Ikerszél | „Twin Winds”          | Brazília      | Les Cons               | 1. lemez  |
| 2.     | Egy hiú férfiú elveszett tükörképét keresi egy világban, amelyben mindenből dupla adag jár.                                                    |                       |               |                        |           |
| 3.     | Üvöltő szél | „Howling Winds”       | Erdély        | Zebrák                 | 1. lemez  |
| 3.     | Egy régi szálloda kísértetkastéllyá változik át, ahol megelevenednek a tárgyak, vérfarkasok járnak, és ahol maga a halál is tiszteletét teszi. |                       |               |                        |           |
| 4.     | Kemény szél | „Rockin 'Wind”        | Franciaország | A báró                 | 2. lemez  |
| 4.     | Egy komolyzenei előadás főpróbáján elszabadul a pokol, méghozzá rock and roll ritmusra!                                                        |                       |               |                        |           |
| 5.     | Volt egyszer egy szél | „Once Upon a Wind”    | London        | Gaia                   | 2. lemez  |
| 5.     | Egy mesekönyv csodákra képes. Az azt olvasó kisfiú otthonában egy csapásra minden a feje tetejére áll.                                         |                       |               |                        |           |
| 6.     | A szabadság szele | „Wind of Freedom”     | Karib-térség  | "Quidam"               | 2. lemez  |
| 6.     | Új fogoly érkezik a börtön be, ahol – egy kis napszél segítségével – a rabok sorra túljárnak az őrök eszén.                                    |                       |               |                        |           |
| 7.     | Lidérces szél | „Ghostly Wind”        | Hollywood     | Boum-Boum              | 3. lemez  |
| 7.     | Egy éjjeliőrt halálra rémítik a raktárházban életre kelt ruhák.                                                                                |                       |               |                        |           |
| 8.     | Elfújták a szelek | „Gone With the Winds” | Nevada        | L'Ame Force            | 3. lemez  |
| 8.     | Egy repülőtéri alkalmazott egyszeriben az amerikai sivatag szélén találja magát. Stoppal indul tovább a nagy kalandba.                         |                       |               |                        |           |
| 9.     | A múlt szele | „Wind from the Past”  | Québec        |                        | 3. lemez  |
| 9.     | Játékdobozának fantasztikus világa tárul fel az öregember előtt, aki egy röpke pillanatra ismét gyermekké válik.                               |                       |               |                        |           |
| 10.    | A képzelet szele | „Winds of Courage”    | Québec        |                        | 4. lemez  |
| 10.    | Egy kisfiú a homokozóban játszik, de az építőkockái mellől hirtelen egy valódi építkezésen találja magát.                                      |                       |               |                        |           |
| 11.    | A bátorság szele | „Wind of Imagination” | New York      |                        | 4. lemez  |
| 11.    | Egy otthonülő sportrajongót beszippantja lángra lobbant tévékészüléke. Olimpikonok és örült versenyek várnak rá, amelyek főszereplője ő maga.  |                       |               |                        |           |
| 12.    | Az élet szele | „Wind of Life”        | Ausztria      |                        | 5. lemez  |
| 12.    | Karácsony éjjelén egy salzburgi játékboltban életre kel az öreg mesterember marionett-bábuja.                                                  |                       |               |                        |           |
| 13.    | Kozmikus szél | „Cosmic Wind”         | Világűr       |                        | 5. lemez  |
| 13.    | A naplények igazán megadják a módját az intergalaktikus diszkóban, amelynek vendégköre meglehetősen különös.                                   |                       |               |                        |           |

## Fordítás
- Ez a szócikk részben vagy egészben  a   Solstrom című angol Wikipédia-szócikk fordításán alapul.  Az eredeti cikk szerkesztőit annak laptörténete sorolja fel. Ez a jelzés csupán a megfogalmazás eredetét és a szerzői jogokat jelzi, nem szolgál a cikkben szereplő információk forrásmegjelöléseként.